# Camille Clément de La Roncière-Le Noury
Pour les articles homonymes, voir Noury, La Roncière et Clément de La Roncière.
Camille Adalbert Marie, baron Clément de La Roncière-Le Noury, né le 31 octobre 1813 à Turin et mort le 14 mai 1881 à Paris, est un officier général de la marine française, qui se distingua notamment en 1870 pendant le siège de Paris.

## Jeunesse
Issu d'une famille élevée par le Premier Empire, Camille de La Roncière est le fils du général de La Roncière, héros des guerres napoléoniennes, et d'Adélaïde Le Noury de La Guignardière. Son oncle maternel, le général-baron Le Noury, autre figure de l'épopée impériale, l'adoptera quant à lui avant sa mort, laissant à son neveu nom et terres.

## Officier de marine
Entré en 1829, à seize ans, à l'École navale, Camille de La Roncière fait ses premières campagnes au Brésil, dans l'Océan Pacifique et en Méditerranée où il s'intéresse à la navigation à vapeur.
En 1834, il sert comme aide de camp de l'amiral de La Susse (Frédéric, baron Regnault de La Susse, son cousin germain). Lieutenant en 1843, capitaine de frégate en 1851, chef d'état-major du ministre Duclos, il sert ensuite en escadre et se distingue le 17 octobre 1854 à l'attaque de Sébastopol. Il est promu capitaine de vaisseau en 1855. Familier du prince Napoléon, il commande en 1859-1860 la station du Levant : présent à Beyrouth pendant les émeutes de juin 1860, il réussit par son sang-froid à éviter le massacre certain de milliers de chrétiens maronites. Contre-amiral en 1861, chef d'état-major du ministre, directeur des mouvements de la flotte, il organise la logistique de l'expédition du Mexique, puis en dirige la liquidation en 1865-1866. Il devient vice-amiral en 1868 et membre du Conseil d'Amirauté.

## La guerre de 1870
Pendant la guerre de 1870, choisi par Napoléon III pour commander la flotte française, il soumet à l'empereur plusieurs projets de débarquements en Prusse, qui n'auront cependant pas le temps d'aboutir. C'est le siège de Paris qui lui donnera l'occasion de s'illustrer. Après la défaite infligée à Sedan, il obtient en effet que la défense des forts ceinturant la capitale soient confiés à la Marine et commande la division des marins détachés à la défense de Paris, puis le corps d'armée de Saint-Denis qu'il dirige avec succès lors des combats d'Épinay-sur-Seine le 30 novembre 1870. Le 21 décembre, il parvient à enlever le fort du Bourget, sans pouvoir toutefois s'y maintenir.

## Homme politique et géographe
Élevé à la dignité de grand-croix de la Légion d'honneur, l'amiral de La Roncière-Le Noury, resté jusque-là étranger à la politique active, en se contentant d'appartenir au conseil général de l'Eure, est élu député le 8 février 1871 et siège alors avec la majorité monarchiste. Bonapartiste, il se tient à l'écart des tentatives royalistes en faveur du rétablissement de la monarchie et vote contre l'amendement Wallon instaurant la IIIe République.
Nommé en 1875 commandant de l'escadre de la Méditerranée, il est très vite destitué de ses fonctions après une campagne de presse organisée par les journaux républicains qui stigmatisent ses opinions bonapartistes.
Il est conseiller général du canton d'Évreux-Sud entre 1852 et 1877, en résidence au château familial de Cracouville.
Devenu sénateur de l'Eure en 1876, l'amiral de La Roncière siégea dans le groupe de l'Appel au peuple, et vota, en 1877, pour le gouvernement du Seize-Mai et pour la dissolution de la Chambre des députés. Il se prononça ensuite contre le ministère Dufaure, contre les lois Ferry sur l'enseignement, etc., et mourut à Paris le 14 mai 1881.
Deuxième président historique de la Société de secours aux naufragés et, en 1872, de la Société de géographie de Paris, l'amiral de La Roncière-Le Noury présida le congrès international chargé de discuter du percement futur d'un canal à travers l'isthme américain. Le choix se porte sur Panama, et l'entreprise de 1881, confiée d'abord au baron de Lesseps, sera abandonnée en 1889 puis reprise par les Américains qui inaugureront le canal en 1914.
Il est président du Yacht Club de France de 1872 à 1881. 

## Distinctions
- Grand-croix de la Légion d'honneur

## Descendance
De son mariage avec Catherine Clémentine Torterat-Clément de Ris, fille adoptive d'Athanase Clément de Ris (fils de Dominique Clément de Ris, cousin de son père), pair de France, l'amiral de La Roncière-Le Noury n'eut qu'une fille, Henriette (1844-1914).

## Sources
- « Camille Clément de La Roncière-Le Noury », dans Adolphe Robert et Gaston Cougny, Dictionnaire des parlementaires français, Edgar Bourloton, 1889-1891 [détail de l’édition]
- D'après Étienne Taillemite dans le Dictionnaire du Second Empire.